# Youssef Halib
Youssef Halib Al-Aqouri (... – 3 novembre 1647) è stato un arcivescovo cattolico libanese, eparca di Sidone, patriarca della Chiesa maronita dal 1644 al 1647.
È stato consacrato vescovo di Sidone nel 1626; il 15 agosto 1644 è stato eletto patriarca della Chiesa maronita e confermato dalla Santa Sede il 10 settembre 1646, ricevette il pallio il 29 novembre 1646; morì il 3 novembre 1647.
Nelle fonti occidentali è noto con il nome di Iosephus Accurensis dal luogo di nascita, Aqoura, villaggio nelle montagne del distretto di Jbeil.
Scrittore ecclesiastico, ha lasciato, tra le altre opere, una grammatica siriaca stampata a Roma nel 1645.